# Claude-Arnould Poute
Claude-Arnould Poute, ou Arnoul Claude Poute, né le 19 juillet 1730 au château de Nieuil (Nieul-le-Virouil), décédé le 19 avril 1806 à Poitiers, est un officier de marine et aristocrate français des XVIIIe et XIXe siècles. Chef d'escadre des armées navales du Roi et commandeur de Saint-Louis, il est grand sénéchal de la sénéchaussée de Saintes.

## Biographie

### Origines et famille

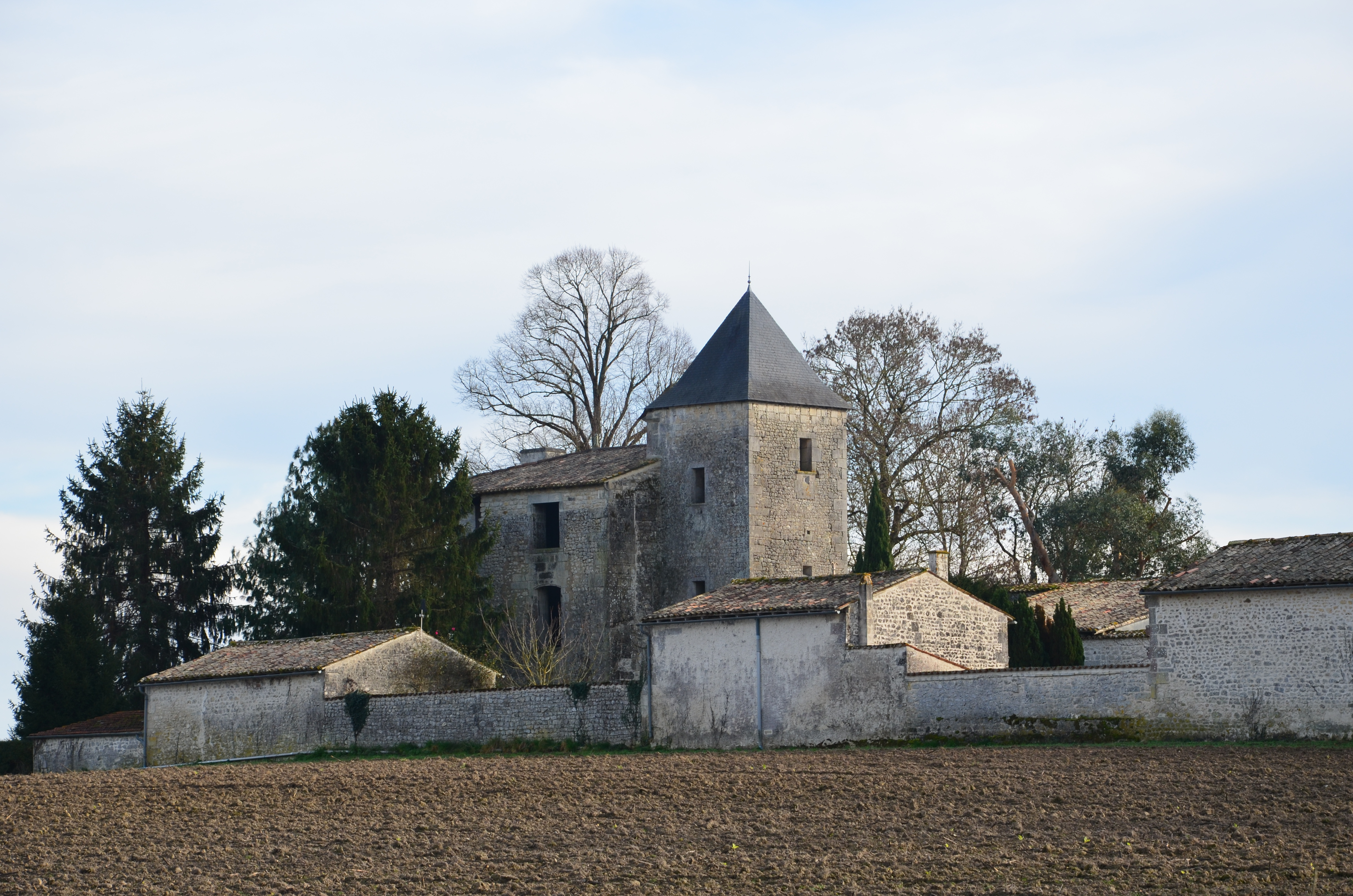
Château de Nieuil (Nieul-le-Virouil).

Le patronyme Poute est celui d'une famille noble de la Basse-Marche, établie en  Limousin, en Poitou et en Saintonge dont l'existence est mentionnée depuis le XIIIe siècle.
La famille a hérité de la châtellenie de Nieuil, à Nieul-le-Virouil, depuis le mariage en 1671, de Marie Arnoul, dame de Nieuil et de Consac avec François Gabriel Poute, chevalier, seigneur de Dompierre. Ils auront au moins douze enfants, dont Jean-Baptiste Poute, chevalier, marquis de Nieuil, conseiller du roi .
Claude-Arnould est le fils ainé de Jean-Baptiste Poute et de sa seconde épouse, Anne-Louise de La Rochefoucauld, fille de François de La Rochefoucauld, marquis de Surgères, capitaine de vaisseau.
Il naît le né le 19 juillet 1730 au château de Nieuil, est ondoyé le 24 juillet 1730  et baptisé le 8 septembre 1730 en l'église de Nieul-le-Virouil.

### Carrière
Il fut officier de marine et grand sénéchal de Saintonge.

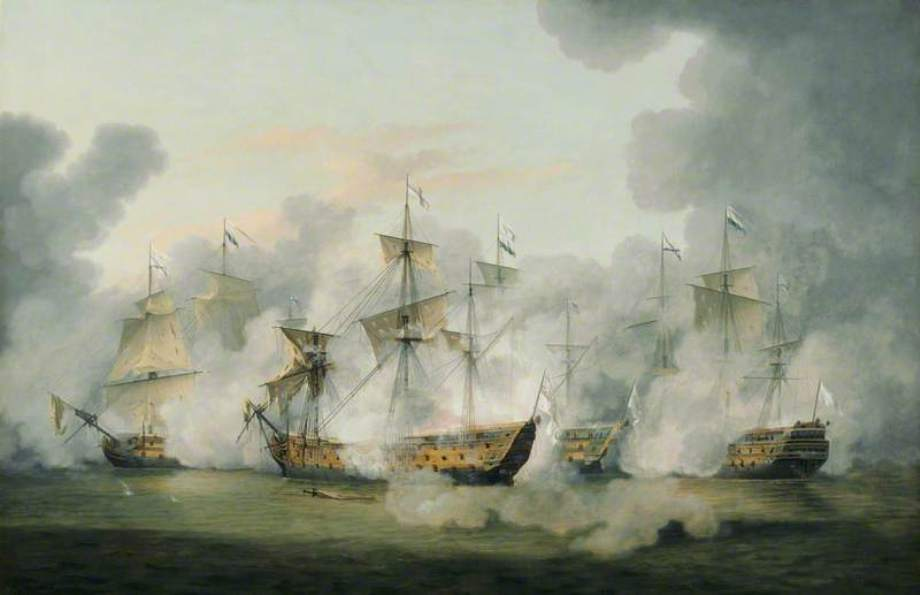
Bataille de la Martinique en 1780, par le peintre anglais Thomas Luny (1759-1837)

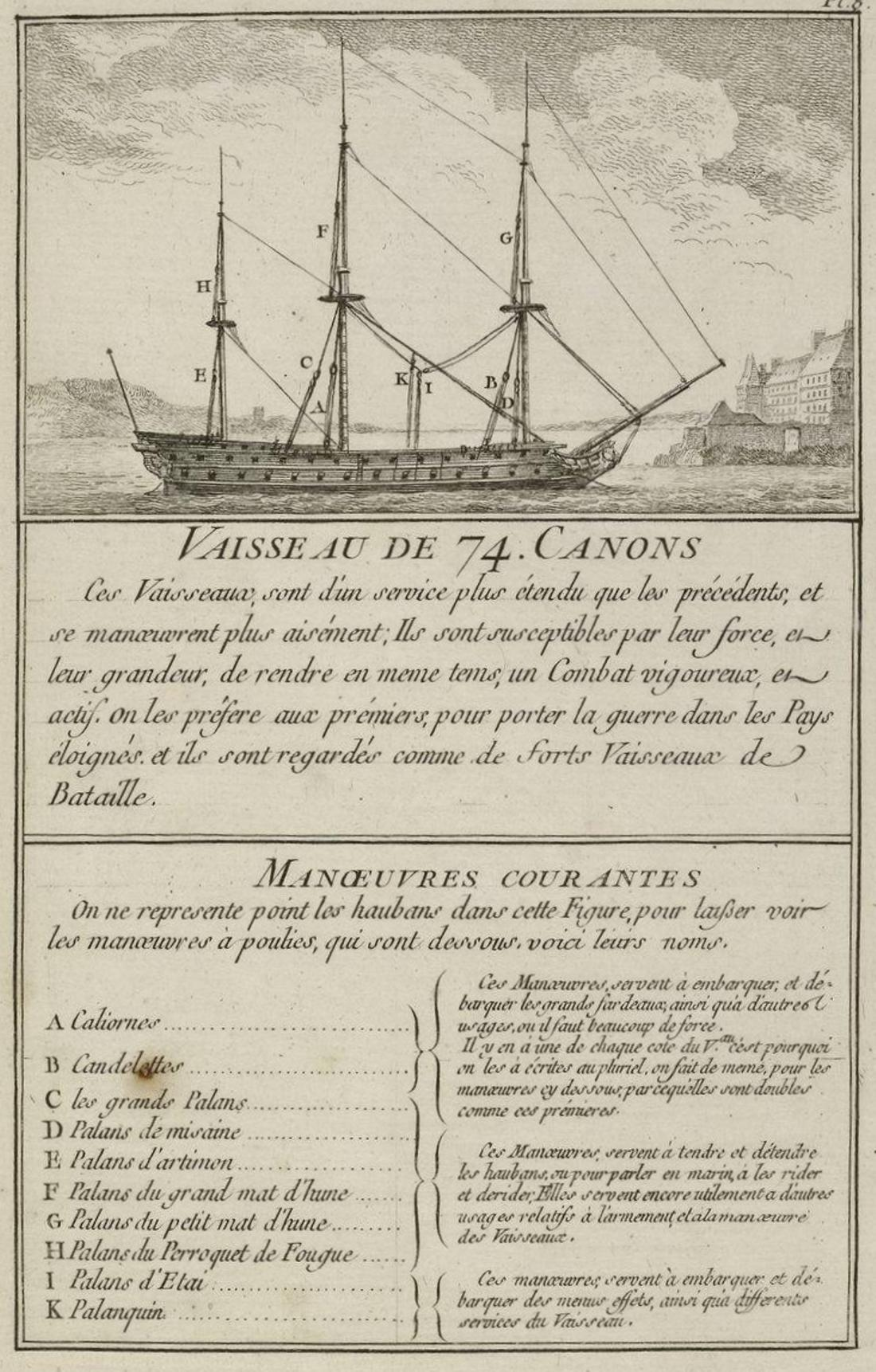
Vaisseau de 74 canons vu par Nicolas Ozanne vers 1764.

Garde de la marine à l'âge de 15 ans, il fait carrière dans Marine royale et passe l'essentiel de sa vie sur les vaisseaux du roi, ainsi qu'à Rochefort et Toulon. Il prend part aux combats de la guerre d'indépendance des États-Unis d'Amérique. Au cours de la bataille de la Martinique, le 18 avril 1780, où la marine française inflige une défaite à la marine anglaise, il est à l'avant-garde dans l'escadre blanche et bleue, aux commandes du «Citoyen», un vaisseau de 74 canons. Il est reçu chevalier de l'Ordre de Saint-Lazare en 1783.

Armes de l'ordre militaire et hospitalier de Saint-Lazare de Jérusalem.

En 1782, il est nommé inspecteur général des troupes de la marine, et en 1784, inspecteur du corps royal des canonniers-matelots. Il reçoit, le 20 août 1784, le grade de chef d'escadre des armées navales. Il est l'auteur d'une «Tactique, signaux de jour, de nuit, de brume à l'ancre et à la voile, à l'usage de l'escadre d'évolutions commandée par le marquis de Nieuil » publiée à Brest en 1787 (Malassis, in-4°). Reçu commandeur de l'Ordre de Saint-Lazare, il est nommé commandeur de Saint-Louis, par brevet du 7 août 1788, et reçoit une pension de 3 000 livres sur le budget de l'ordre. Il est promu ensuite au grade de contre-amiral, le 1er janvier 1792, mais n'ayant pas paru à la revue du 15 mars suivant, il est rayé des listes et inscrit sur la liste des émigrés.

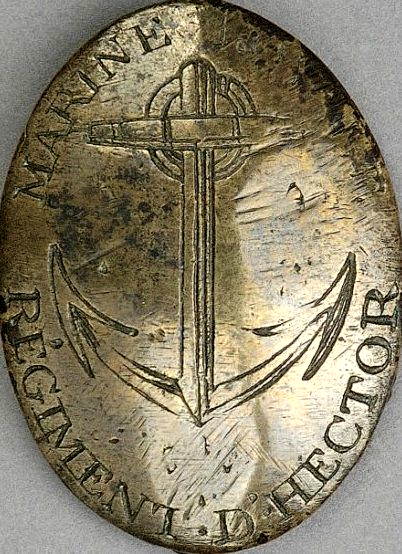
Plaque marine du régiment d'Hector.

Il émigre à la Révolution, et commande, dans l'armée des Princes, la seconde division du corps de la marine, baptisé le « Régiment d'Hector ». Il était aussi syndic de l'ordre de l'assemblée provinciale de Poitou.

### Titres, domaines et possessions
Claude, marquis de Nieuil (Nieul-le-Virouil) et seigneur de Saint-Hilaire-du-Bois, est aussi par héritage ou acquisition, comte de Confolens, baron de la Villatte (à Ansac-sur-Vienne), seigneur de Saint-Sornin-Leulac, Dompierre et Villefavard.
Vis-à-vis des personnes vivant sur ses terres, où il séjournait peu du fait de ses activités d'officier de marine, l'abbé Belliard le décrit en 1903 comme un «homme d'esprit» citant une anecdote :

« Une veuve Martin habitait une maison isolée, élevée par moitié sur chacune des deux communes de Nieuil et de Saint-Hilaire-du-Bois, à l'endroit qui porte toujours son nom : «Combe à la Martine» sur la droite en allant à Jonzac et à 50 mètres environ avant d'arriver au puits qu'on aperçoit encore de la route. La mère «Martine» avait eu son idée de derrière la tête en construisant sa maison sur la limite des deux communes. Elle avait appris que le seigneur ne levait la dîme que sur ceux de ses «taillables» habitant leur terre depuis plus de six mois. La vieille saintongeaise crut trouver le joint pour se soustraire à l'impôt; elle essaya.Tous les six mois elle procédait à un petit déménagement à la cloche de bois, d'autant plus facile que les voisins ne la dérangeaient guère et qu'elle passait par la fenêtre ce qu'elle sortait par la porte. Une partie de sa maison était ainsi toujours inoccupée pendant six mois. Messire Poute, homme de bonne composition, s'amusait beaucoup du «truc de la Martine» et avait donné l'ordre à ses collecteurs de ne pas l'inquiéter. »

Claude-Arnould Poute tirait aussi profit des terres de Chalandray, fief de son épouse, comme en témoigne cette lettre datée de 1785 :

« C'est la déclaration des domaines et héritages que devons haut et Puissant Seigneur, messire Arnoust Claude Poute, chevalier marquis Denieul, seigneur de Saint Hillaire du bois, Rouilly, la Bretonnière, le Roussière, la Brelutière, Bois-Baudry et autres lieux, chevalier de l'ordre royalle et militaire de Saint Louis, Conseiller du Roy et ses conseils, grand sénéchal de Saintonge, capitaine de vaisseau, Brigadier des harmées du Roy, Inspecteur général du corps royal de Marenne, chef d'escadre des harmées navalles, demeurant ordinairement ville de Poitiers, paroisse de Saint Porchaire. Nous, Jean Aubeneau, journalier, demeurant au village de Bois-Baudry, paroisse de Chalandray, Marie Renault veuve Jacques Métais demeurant au village du Petit Dugeais, paroisse de Cherves, René Morin aussi journalier demeurant au village de Pouillé dite paroisse de Cherves et Nicolas Morin aussi journalier. Tenons et avouons tenir de vous roturièrement notre dit Seigneur à cause de votre ditte Seigneurie de la Bretonnière, les lieux et autres devoirs cy-après déclaré. C'est à savoir une pièce de terre labourable située au Terrier, des chaumes autrement le Terrier, Collin contenant environs deux boissellées mesure de Latillée formant deux versannes bout à bout joignant au chemin de Cerant au bois de Saint Hillaire, à main droite aux terres de Louis Boulier et à celle de la métairie de la Fergeauderie d'un bout au chemin de la chaussée tendant de Thénezay à Ayron, à droite et d'autre bout à celluy tendant de Thénezay à Latillée à gauche. − Sujette, la ditte pièce de terre envers vous notre dit Seigneur, à cause de votre ditte Seigneurie de la Bretonnière, d'un boisseau de blé, froment mesure de Latillée, rendable et portable à votre recette ordinaire de votre dit château de la Bretonnière que nous promettons et nous nous obligeons sollidairement de vous payer, rendre, servir et continuer tant et aussi longtemps que nous serons pocesseur et detempteur de la ditte pièce de terre ou de parties d'y celle à l'effet de tout que nous vous randons la Présente »

D'autres terres, à Confolens , lui ont été vendues le 16 février 1786 par Charles Louis Auguste de la Vieuville. Mais la Révolution éclate. Le 9 brumaire an II, (31 octobre 1793), la Villatte est vendue comme bien national, au prix de 50 010 francs, à Jean-Baptiste Peyraud. Le château de Nieul-le-Virouil est quant à lui vendu le 6 pluviose de l'an II (25 janvier 1794) à François Merlet, de Jonzac.
Le 10 floréal de l'an XI (29 avril 1803) le marquis de Nieuil demande cependant à être réintégré dans ce qui reste de ses biens de la Charente-Inférieure.  Il s'installe à Poitiers en son hôtel de la place Royale, où il passera les dernières années de sa vie. Il y meurt le 19 avril 1806, à l'âge de 75 ans. Il est enterré au  cimetière Chilvert de Poitiers (secteur 1, concession 24)

## Mariage et descendance
Il épouse, en 1762, Augustine-Jeanne des Francs, fille d'Augustin des Francs, seigneur de la Bretonnière. De cette union naissent quatre enfants :
1. Alexis-Henriette-Benjamin (fille), baptisée le  3 octobre 1764 en la chapelle Saint-Hilaire-de-Cramard à Chalandray, qui épouse en 1791, Jacques Henry René Marie Viault de Breuillac.
2. Augustin-Marie, marquis de Nieuil, né le  25 novembre 1765 au château de la Bretonnière à Chalandray. Il fut garde du corps du roi, dans la compagnie de Beauvau, puis sous-lieutenant au régiment du Dauphin dragons. Il épouse, en 1786 Anne Françoise de La Luzerne, dont il aura trois enfants.
3. Amable-Henri-François, baptisé le  3 août 1767 en la chapelle Saint-Hilaire-de-Cramard à Chalandray, qui est sous-lieutenant au régiment du Roi-infanterie, et qui sert à l'armée de Condé. À son retour en France en 1815, pendant la période des Cents Jours, il s'engage dans les combats de la chouannerie en Vendée aux côtés du marquis de la Rochejaquelein. Il meurt au combat le 1er juin 1815, trois jours avant Louis de la Rochejaquelein. Les tombes des deux hommes se trouvent côté à côte au cimetière du Perrier[3].
4. Alexandrine-Thérèse, qui épouse le 2 décembre 1782, Henri-Jacques-Louis d'Espaigne, comte de Vennevelles, major du régiment de la Reine cavalerie.